# Nymburk
Nymburk (pronunție în cehă [ˈnɪmburk]; în germană Nimburg, Neuenburg an der Elbe) este o comună și un oraș din districtul Nymburk din regiunea Boemia Centrală a Republicii Cehe. Are o populație de aproximativ 16.000 de locuitori. Este situat pe râul Elba. Centrul istoric al orașului este bine conservat și este protejat prin lege ca zonă de monument urban. Obiectivul turistic principal al pieței orașului este o primărie renascentistă rară din 1526.

## Diviziuni administrative
Orașul Nymburk este format din districtele Drahelice (în germană Drahelitz) și Nymburk (în germană Nimburg).
Nymburk este format din cinci diviziuni administrative (în paranteze populația conform recensământului din 2021):
- Nymburk (13.944)
- Drahelice (853)

## Etimologie
Numele său este derivat din expresia în limba germană medievală clasică ze der Niuwen Burk, care înseamnă „la noul castel”. Numele a fost transcris apoi în limba cehă ca Nymburk.

## Geografie
Nymburk se află la aproximativ 45 kilometri (28 mi) est de Praga, la aproximativ 30 km sud-est de Mladá Boleslav și la 6 km nord-vest de Poděbrady. Se află într-un peisaj plat al Podișului Elbei Centrale din zona joasă Polabí⁠(d). Orașul este situat pe ambele maluri ale râului Elba, la confluența râurilor Elba și Mrlina. Râul Výrovka⁠(d) traversează pentru scurt timp teritoriul de sud-vest al comunei.

## Istorie
Orașul a fost fondat în jurul anului 1275 de regele Ottokar al II-lea. De-a lungul Evului Mediu a fost unul dintre cele mai importante și strategice orașe din regat, deoarece a protejat Praga și a fost un pilon important al puterii regale.
În timpul domniei regelui Venceslau al II-lea al Boemiei, au fost construite Biserica gotică Sf. Nicolae (azi Biserica Sfântul Egidiu) și mănăstirea dominicană. Orașul a fost înconjurat de ziduri din cărămidă arsă cu aproximativ cincizeci de turnuri și două șanțuri de apărare umplute cu apă din Elba. Războaiele Husite din secolul al XV-lea au afectat orașul foarte puțin (mănăstirea dominicană a fost jefuită) și astfel orașul a prosperat până la începutul secolului al XVII-lea.
În perioada Războiului de Treizeci de Ani, Nymburk a fost ars și jefuit, iar fortificațiile au fost aproape complet distruse. Reconstrucția sa a fost întreruptă de mari incendii.
Punctul de cotitură în istoria modernă a orașului a fost introducerea căii ferate în 1870. De atunci, orașul s-a dezvoltat, s-au construit noi clădiri, s-a reglementat râul Elba, s-a construit un nou pod și o hidrocentrală cu ecluză. Orașul s-a extins dincolo de zidurile medievale (din care unele părți s-au păstrat în prezent). Cu toate acestea, planul medieval original s-a păstrat complet.

## Economie

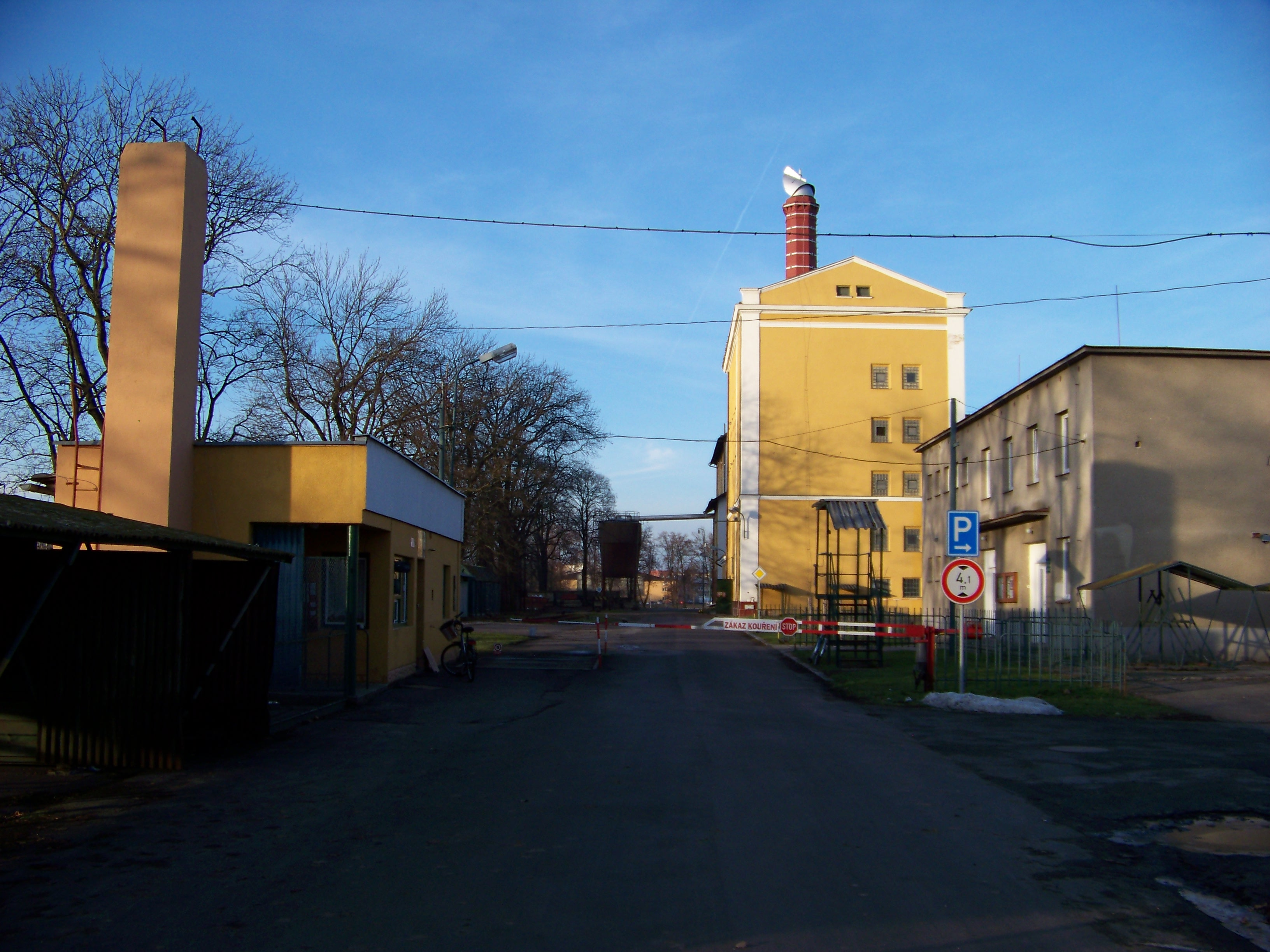
Fabrica de bere din Nymburk

Fabrica de bere din Nymburk, care se află în capătul sudic al orașului, a fost fondată în anul 1895. Cu o producție de aproximativ 200.000 hl/an, este considerată o fabrică de bere de mărime medie în Cehia. Fabrica produce bere sub marca Postřižinské⁠(d).
JDK este o companie mare care produce echipamente frigorifice în Nymburk și le exportă în toată lumea. Din 2005, compania chineză Changhong⁠(d) a folosit o fabrică din Nymburk pentru asamblarea finală a televizoarelor LCD pentru piața europeană.

## Transporturi

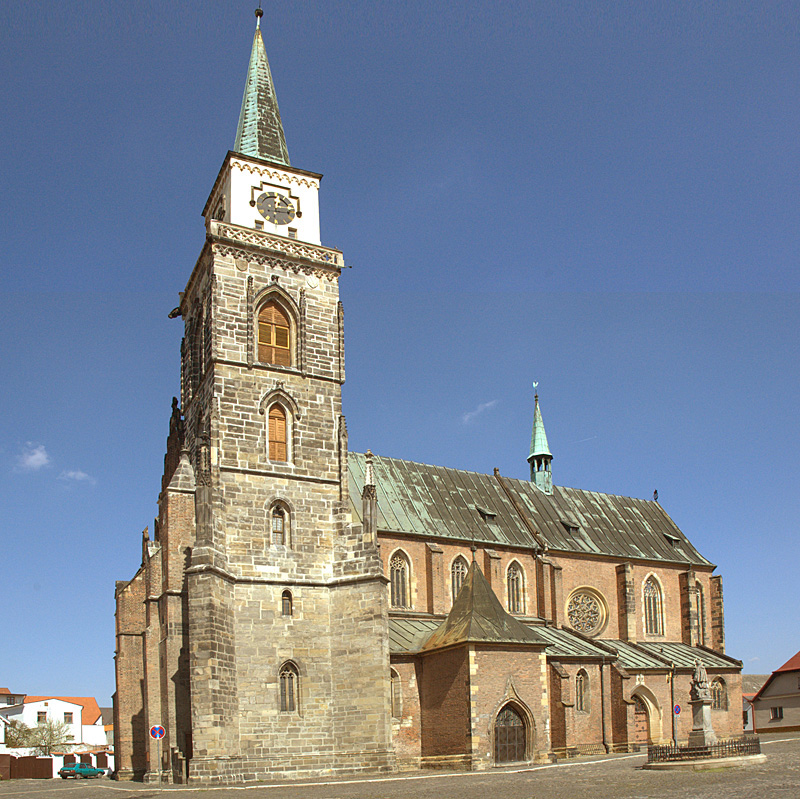
Biserica „Sfântul Egidiu”

Nymburk este un nod feroviar aflat la intersecția mai multor linii de cale ferată: Praga– Kolín, Praga– Trutnov, Kolín– Rumburk⁠(d), Nymburk– Mladá Boleslav, Nymburk– Rožďalovice⁠(d) și Nymburk– Poříčany.
Prin oraș trece drumul I/38 de la Mladá Boleslav la Kolín.

## Sport
În oraș se află echipa Basketball Nymburk⁠(d), cel mai de succes club al Ligii Naționale de Baschet⁠(d) din Cehia, deoarece a câștigat 19 titluri până în sezonul 2003–2004. Joacă meciurile de acasă pe arena Sportovní centrum.
Din 2015, a avut loc un turneu internațional anual de rink bandy la Nymburk. În 2017, Federația Internațională de Bandy a decis să oficializeze turneul de la Nymburk.
Clubul de fotbal al orașului este SK Polaban Nymburk⁠(d). Clubul a jucat în Prima Ligă Cehoslovacă în sezonul 1945–1946. Clubul a jucat, de asemenea, fotbal de top la începutul anilor 1940.

## Obiective turistice

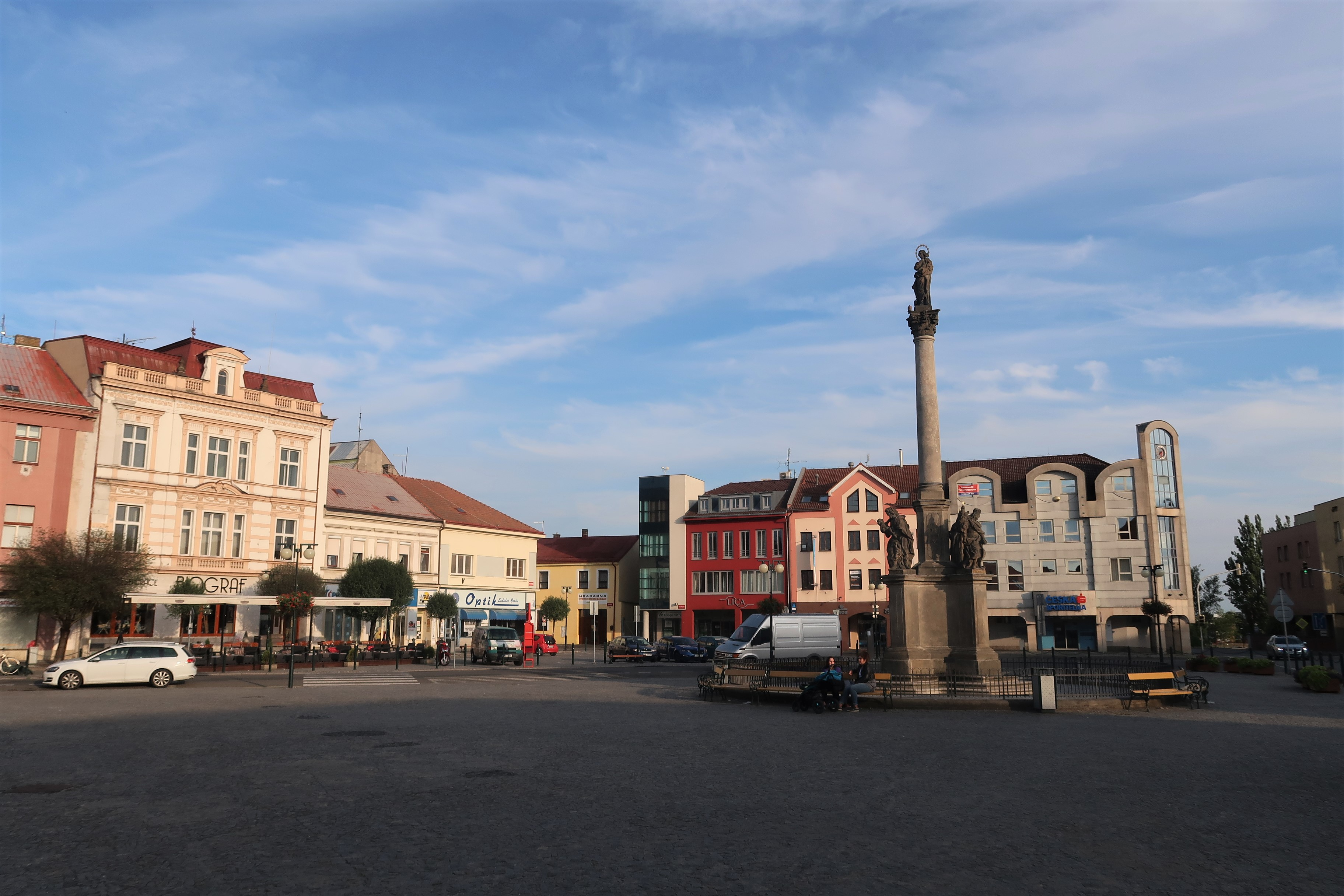
Piața Přemyslovců cu coloana Ciumei

Caracteristica dominantă a orașului este Biserica gotică din cărămidă cu hramul „Sfântul Egidiu”, construită în anii 1280–1380. Această biserică, împreună cu clădirile conservate ale fortificațiilor din Nymburk, este un exemplu unic de arhitectură gotică din cărămidă (inițial nord-germană) în ținuturile cehe. Obiectivul turistic principal al pieței orașului este o primărie renascentistă rară din 1526.
Pe lângă porțiunile conservate ale zidurilor orașului, în orașul este și un pod rutier din 1913, care leagă centrul orașului de cartierul Zálabí. Alte monumente culturale importante din Nymburk sunt turnul turcesc (fosta instalație de apă din 1597), coloana Ciumei (construită în 1717), Capela Sf. Ioan de Nepomuk (inițial parte a mănăstirii dominicane), Școala Gimnazială Bohumil Hrabal, Sinagoga Nymburk, Centrul de Informare Turistică și Vechea casă a pescarilor (Starý rybářský dům).

## În literatură
Romancierul ceh Bohumil Hrabal, care a crescut în oraș, a scris despre Nymburk în cărțile sale: Orășelul unde timpul s-a oprit în loc (în cehă Městečko, kde se zastavil čas), Tonsură (cehă Postřižiny), Cuvioasa întristare (cehă Krasosmutnění), Milioanele arlechinului (cehă Harlekýnovy milióny) și Trenuri cu prioritate (cehă Ostře sledované vlaky).

## Persoane notabile
- Bohuslav Matěj Černohorský⁠(d) (1684–1742), compozitor și organist
- Josef Kramolín⁠(d) (1730–1802), pictor
- Antonín Janoušek⁠(d) (1877–1941), jurnalist și politician
- Karel Dostal⁠(d) (1884–1966), actor
- Bohumil Hrabal (1914–1997), scriitor; a trăit aici în copilărie și tinerețe
- Miroslav Macháček⁠(d) (1922–1991), regizor și actor de teatru
- Vratislav Effenberger⁠(d) (1923–1986), teoretician al literaturii
- Radek Bejbl⁠(d) (născut în 1972), fotbalist
- Jan Bořil⁠(d) (născut în 1991), fotbalist
- Martin Fuksa (născut în 1993), canoist

## Orașe înfrățite
Nymburk este înfrățit cu:
- Neuruppin, Germania
- Porto San Giorgio, Italia
- Vrútky, Slovacia
- Żarów⁠(d), Polonia

## Galerie de imagini

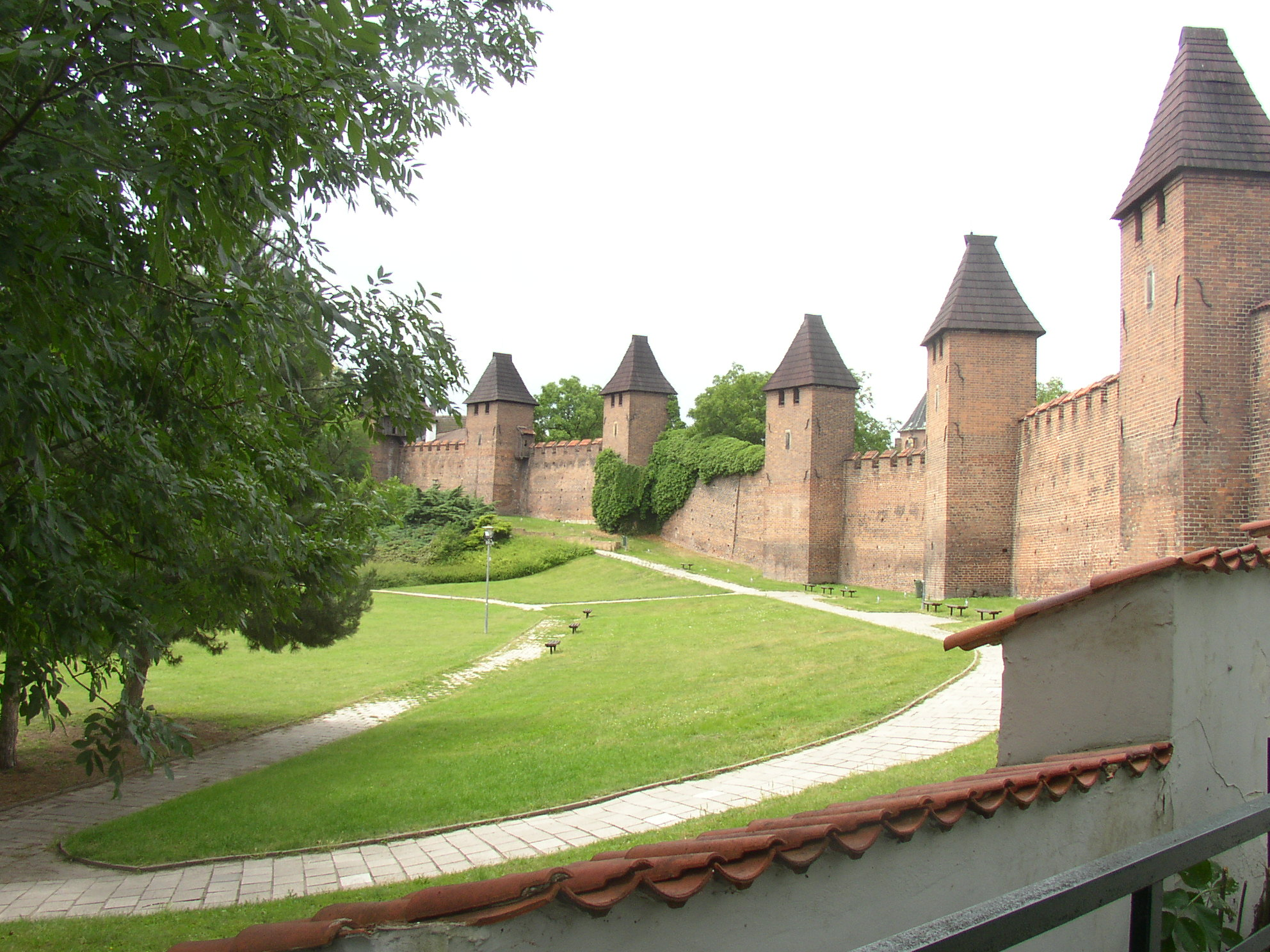
Zdurile medievale
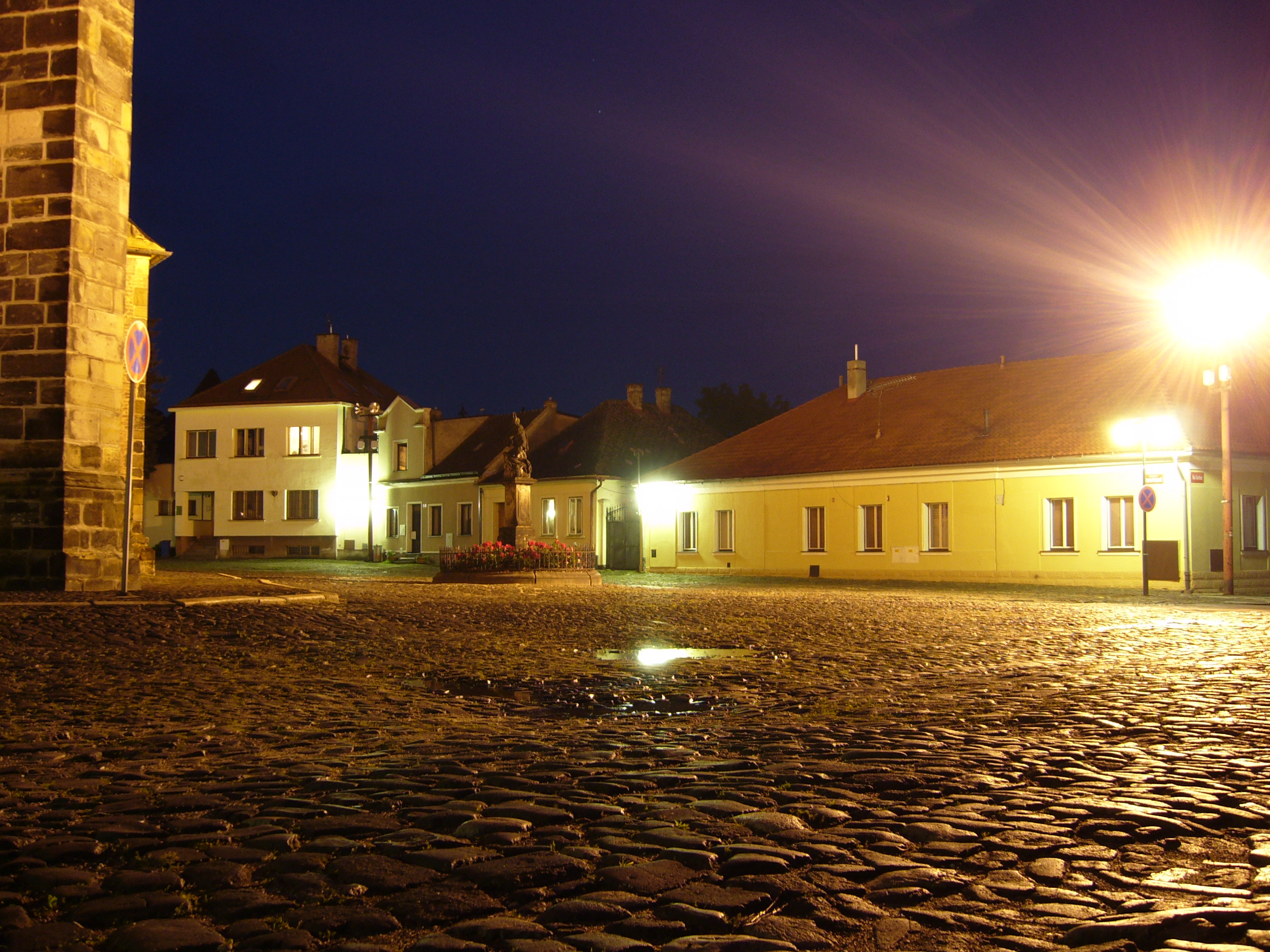
Piața Kostelní
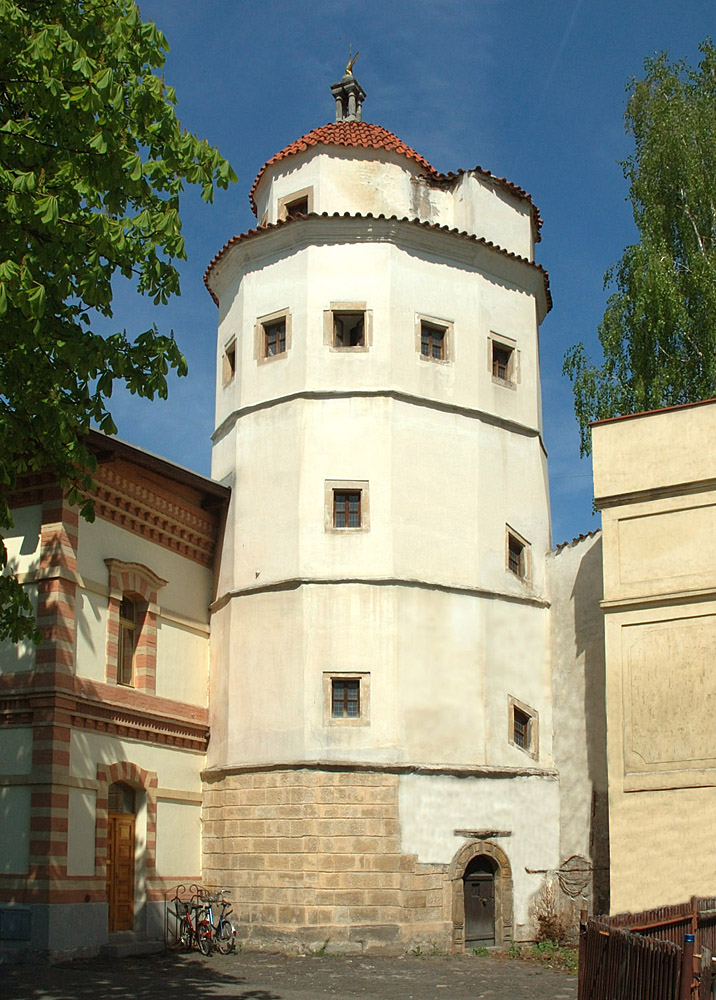
Turnul turcesc, fosta instalație de apă a orașului
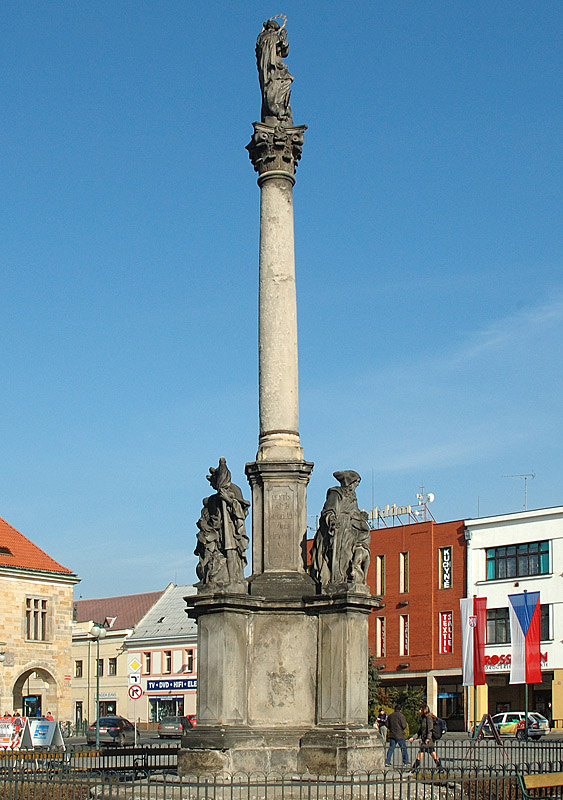
Coloana Ciumei
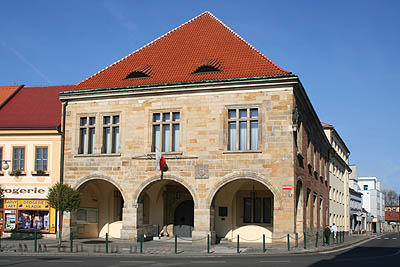
Primăria renascentista
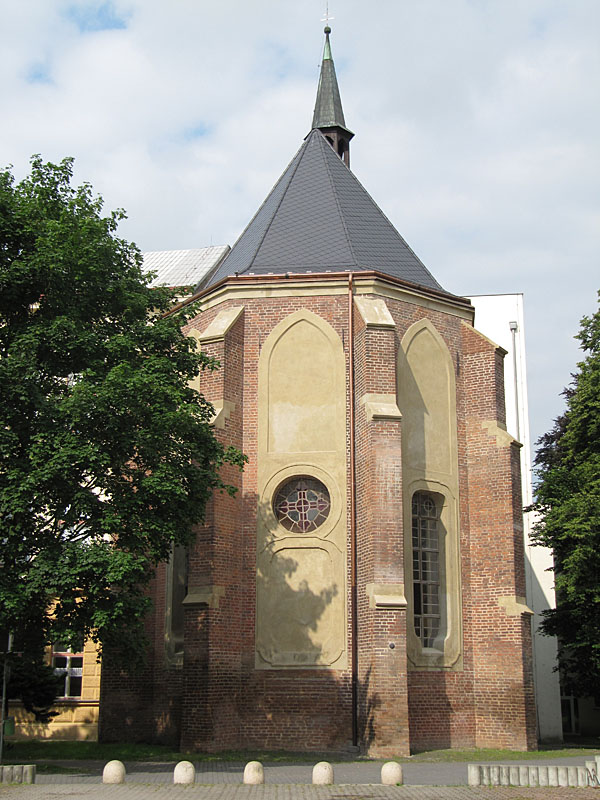
Capela Sfântului Ioan Nepomuk
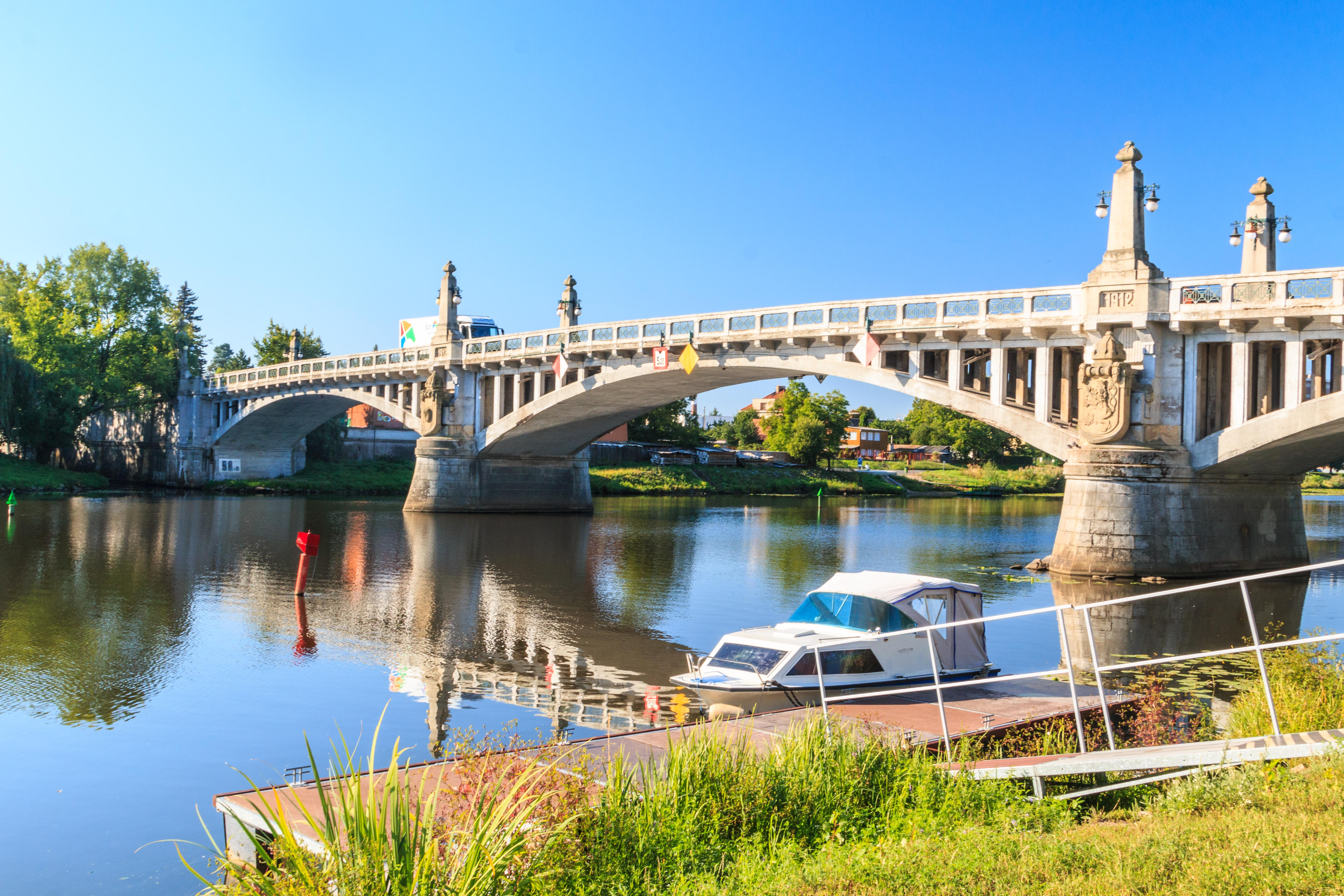
Podul rutier peste Elba
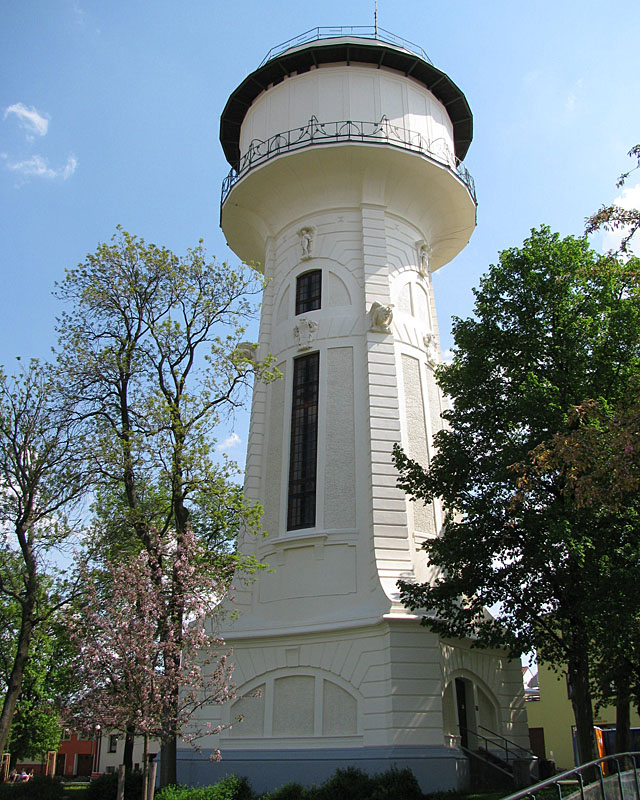
Turnul de apă Art Nouveau
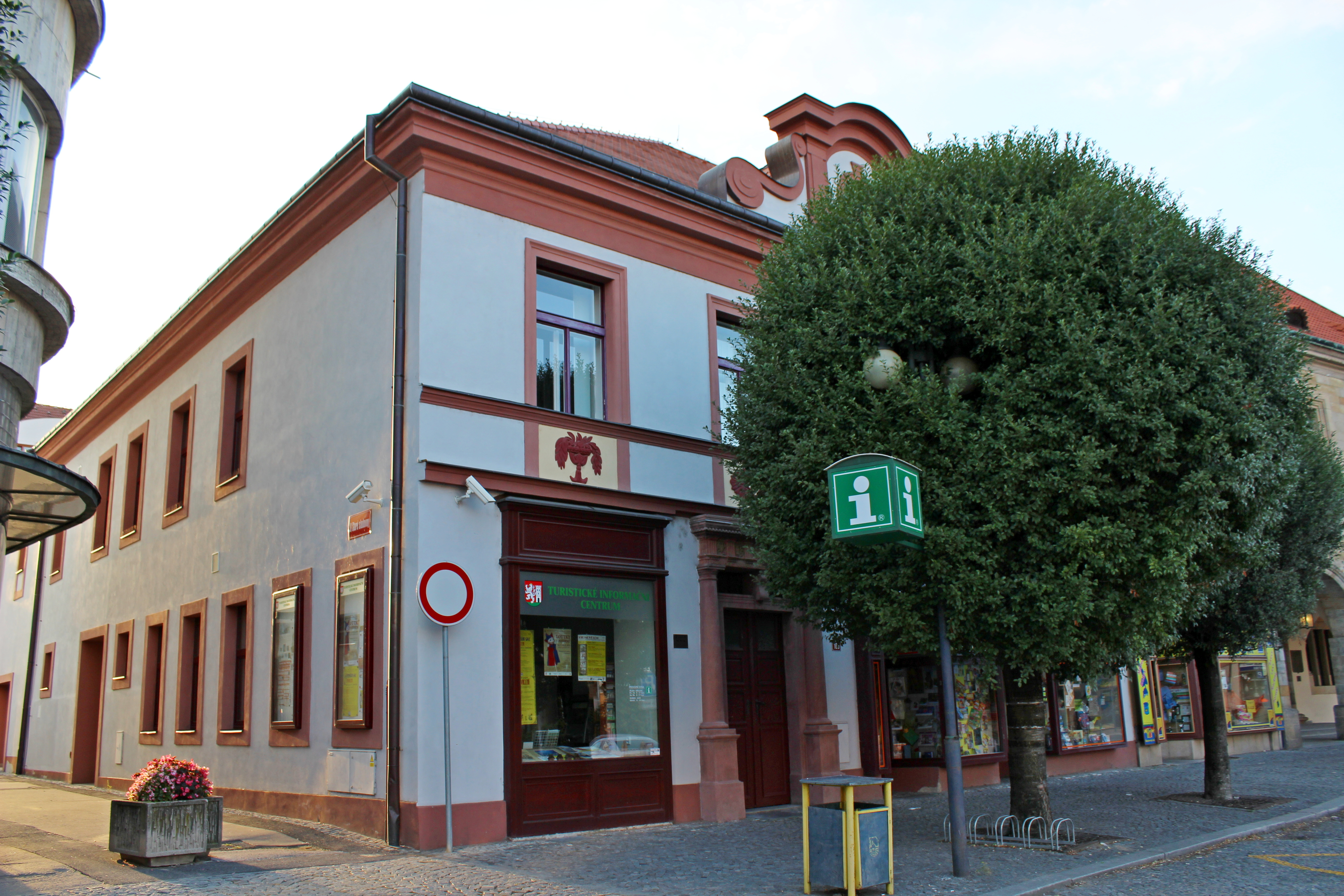
Casa Centrului de Informare Turistică
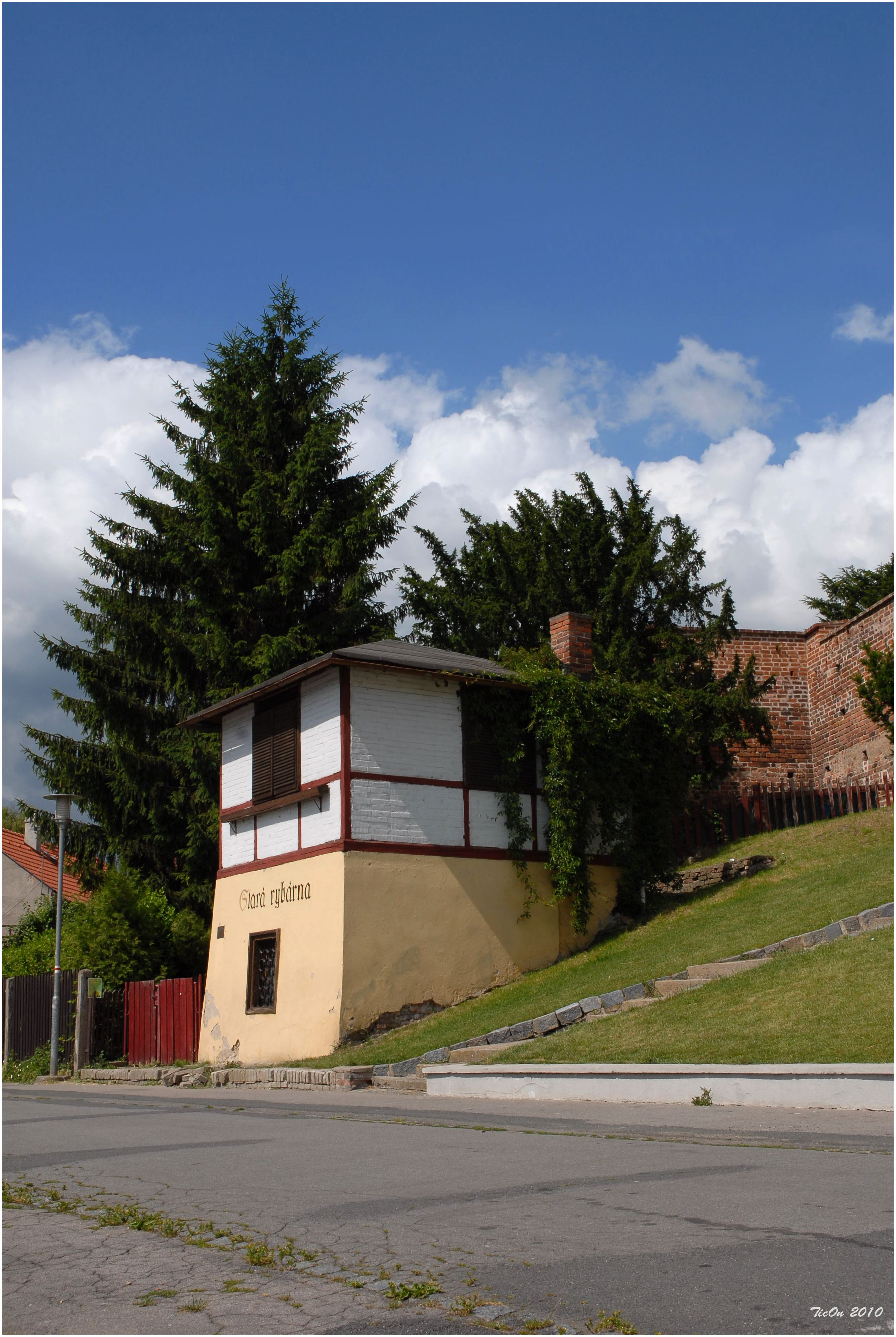
Vechea casă a pescarilor
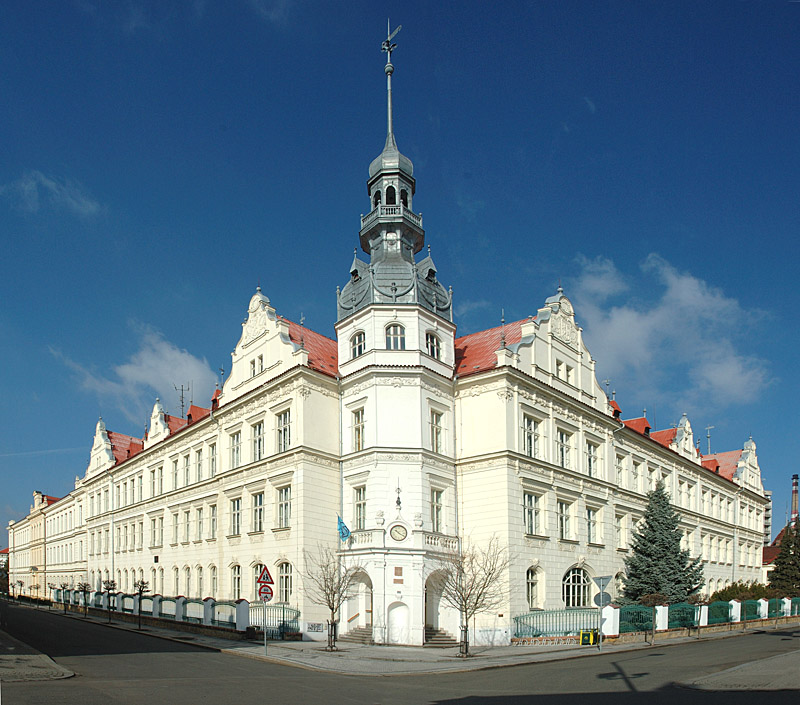
Gimnaziu